# Baron (Gard)
 Baron  es una población y comuna francesa, situada en la región de Languedoc-Rosellón, departamento de Gard, en el distrito de Nimes y cantón de Saint-Chaptes.

## Demografía
| 191 | 165 | 154 | 201 | 199 | 229 |
| Para los censos de 1962 a 1999 la población legal corresponde a la población sin duplicidades (Fuente: INSEE [Consultar]) |     |     |     |     |     |